# Casbeel
Carbeel (Karbeel), segundo a primeira seção do Livro de Enoque (o livro das "Parábolas") é o anjo ao qual foi dada a responsabilidade de dois juramentos. O primeiro, Biqa. Uma palavra secreta que ele perguntou ao Anjo Miguel a respeito da sua pronúncia. Esse juramento revelou os anjos em grigori, que estava para cair, que mostrou todos os segredos dos céus para o homem. O segundo juramento foi Akae. Esse juramento revelou os segredos dos círculos da Terra.